# Ökoworld
Die Ökoworld AG ist ein deutsches Finanzdienstleistungsunternehmen im Bereich ethisch-ökologischer Fonds mit Sitz in Hilden.
Das 1975 gegründete Unternehmen hieß bis 2013 Versiko AG. Die Ökoworld AG ist das Mutterunternehmen unter anderen der Kapitalverwaltungsgesellschaft Ökoworld Lux S.A. mit Sitz in Luxemburg, die unterschiedliche Investmentfonds auflegt; hierzu gehört der 1996 aufgelegte Fonds Ökoworld Ökovision Classic, der als Pionier im Bereich ethisch-ökologischer Fonds gilt. Ende August 2023 hatte dieser Fonds (als Anteilsklasse C) ein Volumen von über 1,9 Milliarden Euro.

## Geschichte
1975 gründeten Alfred Platow und der Mathematiker Klaus Odenthal in Hilden die „Alfred & Klaus – kollektive Versicherungsagentur“, die schließlich 1982 in Versiko (Versicherungskollektiv) umbenannt wurde – zunächst als GbR; später wurde die Gesellschaft eine GmbH und schließlich 1995 eine AG.
Die Versiko AG gewann im Laufe der Zeit rund 50.000 Kunden, baute ein Filialnetz in zehn Städten auf und hatte zeitweise 70 Versicherungsvertreter bzw. Vermögensberater. Die Versiko AG ging 1999 im Freiverkehr an die Börse.
1995 wurde in Luxemburg die Ökovision Lux S.A. als Kapitalanlagegesellschaft eingetragen – mit Unterstützung von der Versiko AG und der Ökobank. 1996 wurde der erste Fonds unter dem Namen Ökovision herausgegeben. Dieser Investmentfonds wurde später in Ökoworld Ökovision Classic umbenannt.
Im Jahr 2000 übernahm die Versiko AG 100 % der Anteile der Kapitalverwaltungsgesellschaft Ökovision Lux S.A., die 2003 in Ökoworld Lux S.A. umbenannt wurde.
Am 3. November 2000 wurde die Sonne + Wind Beteiligungen AG gegründet, die sich als „erste deutsche Beteiligungs-AG für erneuerbare Energien“ bezeichnete; die Versiko AG war Hauptaktionärin.
Die Sonne + Wind Beteiligungen AG versprach zweistellige Renditen und warb neues Kapital in Höhe von 10,5 Millionen Euro ein. Als Referenzen für das geplante Unternehmensmodell nannte Vorstandschef Platow die Aktiengesellschaften Plambeck (heute PNE Wind), Solarworld, Energiekontor und Umweltkontor. Doch der für 2001/2002 vorgesehene Börsenstart verzögerte sich.
Einen Rückschlag erlitt die Versiko AG mit dem Niedergang ihres Partners, der Ökobank, ab dem Jahr 2000. Nach dem erfolgreichen Aufbau eines Filialnetzes in Deutschland kam es im Zuge der Finanzkrise ab 2007 erneut zu einem Einbruch und die Zusammenarbeit der Versiko AG mit der belgisch-niederländischen Bank Fortis, die nach misslungener Übernahme von ABN Amro aufgespalten wurde, war nicht erfolgreich. Daraufhin wurde das Filialnetz aufgegeben und den meisten der rund 110 Mitarbeiter der Versiko AG gekündigt. Ab 2010 erfolgte die Kundenbetreuung nur noch von der Zentrale in Hilden aus.
2008 war die Sonne + Wind Beteiligungen AG trotz weltweiter Finanzkrise an die Börse gegangen.
Die Versiko AG blieb zunächst Hauptaktionärin. Die erhofften Gewinne der rund 8 Millionen Aktien, die mit einem Nennwert von einem Euro ausgegeben worden waren, blieben jedoch aus. Der Kurs lag 2016 nur noch bei 2,5 Cent. Im Laufe der Zeit kam es zu Umstrukturierungen.
Im Dezember 2013 haben Aufsichtsrat und Vorstand der Versiko AG den Aktionären empfohlen, den Namen versiko AG in Ökoworld AG zu ändern; dieser Vorschlag wurde angenommen.
2014 wurde der etwa 40 % entsprechende Anteil an der Sonne + Wind Beteiligungen AG von der Ökoworld AG an die Cresces Clean Technologies GmbH & Co. KGaA verkauft und eine weitere Kooperation vereinbart. Es folgte eine Restrukturierung, schließlich wurde das Unternehmen 2017 nach weiteren Problemen liquidiert.
2023 verkündete Gründer Alfred Platow in einer Anzeige in der wochentaz-Ausgabe vom 29. April 2023, dass Ökoworld die „Gebühren“ für festgeklebte Klimaaktivisten der Letzten Generation und anderer übernehmen wolle. Ökoworld gehöre der Initiative zwar nicht an, möchte aber die Proteste für Klimaschutz unterstützen. Das Unternehmen präzisierte später in einer Pressemitteilung, die in manchen Bundesländern Deutschlands und Österreichs verhängten Geldstrafen und Strafgelder für die Loslösung vom Straßenbelag übernehmen zu wollen. Die Letzte Generation äußerte sich positiv über „das erste börsennotierte Unternehmen, das in den zivilen Widerstand“ der Organisation investiere. Ökoworld zog die Ankündigung jedoch einen Tag später wieder zurück und begründete dies mit öffentlichen Anfeindungen.
Am 4. August 2023 teilte der Aufsichtsrat mit, dass Vorstandsvorsitzende Alfred Platow mit sofortiger Wirkung von seiner Funktion als Vorstandsvorsitzender freigestellt ist. Der Aufsichtsrat begründete die Trennung mit „sofortiger Wirkung“ mit „unterschiedlichen Vorstellungen über die künftigen Entwicklung des Unternehmens“ und mit einem Generationswechsel an der Führungsspitze. Die Vorstandsaufgaben wurden von Katrin Hammerich, Andrea Machost und Torsten Müller übernommen, die alle schon dem Vorstand angehörten und Ökoworld im Anschluss im Team führten. Torsten Müller hat das Unternehmen zum 31. Dezember 2024 verlassen.
Der Aufsichtsrat der Ökoworld AG hat mit Wirkung zum 1. Januar 2025 Oliver Pfeil zum Vorstandsvorsitzenden des Hildener Finanzdienstleisters berufen. Der ausgebildete Bankkaufmann und promovierte Wirtschaftswissenschaftler hat zuletzt den Asset Manager EB – Sustainable Investment Management GmbH (EB-SIM) als Sprecher der Geschäftsführung geführt und als Chief Investment Officer das Portfoliomanagement geleitet.
Vorstandsmitglied Katrin Hammerich verließ das Unternehmen im April 2025. Die Ökoworld wird seitdem von Dr. Oliver Pfeil und Andrea Machost geführt. 

## Produkte und Unternehmensphilosophie
Die Ökoworld AG bietet über die in Luxemburg ansässige hauseigene Kapitalverwaltungsgesellschaft Ökoworld Lux S.A. fünf verschiedene Fonds an, darunter Ökoworld Ökovision Classic, Ökoworld Growing Markets 2.0, Ökoworld Klima, Ökoworld Rock'n'Roll sowie Ökoworld Growing Water for Life.
Daneben bietet die Ökoworld AG Dienste als Versicherungsmaklerin und Fondsberaterin (Eigenprodukte) sowie im Direktvertrieb Produkte in der Altersversorgung an (betriebliche Altersversorgung (baV), klassische Rentenversicherungen, Fondsrenten, Investmentfonds).
Grundansatz der Unternehmens ist laut eigenen Angaben eine relativ unabhängige Prüfung von Unternehmen im Hinblick auf Nachhaltigkeit, Ethik und sozial-ökologische Standards. Dazu gibt es einen Ausschuss, den Ökoworld Sustainability Research, der zunächst Profile möglicher, geeigneter Unternehmen für das Portfolio erarbeitet. Aus diesem Pool bewerten dann laut Ökoworld „unabhängige, ehrenamtliche Experten aus den Bereichen Wissenschaft, Umwelt und Verbraucherschutz fortlaufend, welche dieser Unternehmen aktuell die festgelegten Kriterien erfüllen.“ Erst aus dieser Auswahl werden dann die Fonds durch die Fondsmanager (mit Hinblick auf Renditeaussichten) ausgewählt.